# ناثان لوبيز
ناثان لوبيز هو ممثل فلبيني، ولد في 19 أغسطس 1991 في مانيلا في الفلبين.

## وصلات خارجية
- ناثان لوبيز على موقع IMDb (الإنجليزية)
- ناثان لوبيز على موقع أول موفي (الإنجليزية)
- ناثان لوبيز على موقع قاعدة بيانات الفيلم (الإنجليزية)